# Didier Digard
Didier Digard, född 12 juli 1986 i Gisors, är en fransk fotbollsspelare (mittfältare) som för närvarande spelare för  Real Betis i La Liga.

## Karriären
Digard började spela fotboll i Le Havre och spelade åtta år i klubben.
I juni 2007 var han nära en övergång från Le Havre sedan de engelska Premier League-lagen Aston Villa, Reading och West Ham United hade visat intresse. Digard stannade i Frankrike, och skrev på ett tresårskontrakt med Ligue 1-laget Paris Saint-Germain den 3 juli 2007 för 2,5 miljoner euro. Digard debuterade för PSG i deras öppningsmatch mot FC Sochaux.
Den 4 juli 2008 skrev han på ett fyraårskontrakt för Middlesbrough som kostade klubben 4 miljoner pund.
Efter att ha varit utlånad till Nice i drygt 18 månader köpte klubben till slut Digard den 22 juli 2011.